# بيتر لوي (لاعب كريكت)
بيتر لوي (7 يناير 1935 في المملكة المتحدة - 4 أغسطس 1988 في المملكة المتحدة) (بالإنجليزية: Peter Lowe)‏ هو لاعب كريكت بريطاني. لعب مع نادي وارويكشاير للكريكيت ‏.

## وصلات خارجية
- بيتر لوي على موقع إي آس بي آن كريك إنفو (الإنجليزية)